# Divion
Divion är en kommun i departementet Pas-de-Calais i regionen Hauts-de-France i norra Frankrike. Kommunen ligger i kantonen Divion som tillhör arrondissementet Béthune. År 2022 hade Divion 6 830 invånare.

## Befolkningsutveckling
Antalet invånare i kommunen Divion
| Referens: INSEE |